# الرابطة الأمريكية للدراسات الأدبية الأسترالية
الرابطة الأمريكية للدراسات الأدبية الأسترالية (AAALS) هي منظمة متخصصة للعلماء في أمريكا الشمالية تدرس وتشجع البحث في الأدب في أستراليا ونيوزيلندا. يتم تزويدها بالمال اللازم لأنشطتها جزئيًا من قبل صندوق الأدب التابع للمجلس الأسترالي للفنون. تنشر مجلة Antipodes  (انتي بديز)، وهي مجلة عالمية للأدب الأسترالي / النيوزيلندي وتعقد مؤتمرًا سنويًا للبحث في الانجازات التي تتم من خلالها في كل عام، بالتناوب بين مواقع في الولايات المتحدة وكندا. عقدت أحدث مؤتمرات AAALS في جامعة هارفارد في 2005 ؛ في جامعة «ماكجيل» في عام 2006 ؛ في جامعة جورج تاون عام 2007 ، و جامعة تكساس عام 2008 ؛ في واشنطن العاصمة عام 2010 ، وفورت وورث ،تكساس عام 2011 ، وتورنتو عام 2012 ، وواشنطن العاصمة عام 2003 ، وورتلاند ، أوريغون (2014) ، وجامعة تكساس المسيحية في فورت وورث ، تكساس (2015) ، وسياتل (2016). الرئيس الحالي هو نثنائيل أورايلي من جامعة تكساس كريستيان. تعمل إيفا روشمان من كلية هامبشاير نائبة للرئيس.
تأسست المنظمة في عام 1986 من قبل روبرت لاروس (1934-2005) ومنذ ذلك الحين اكتسبت شهرة دولية متزايدة. ومن بين المتحدثين الضيوف البارزين بيتر كاري ، وديفيد مالوف ، وليلي بريت ، وجون ترانتر ، وفرانك مورهاوس ، وتوماس كينيلي ، وآلان ويرن ، ومودورو ، وكيت جرينفيل ، وجينين لين ، ولين ماكريدن ، وديفيد كارتر ، ومستشفى جانيت تورنر ، وجون كين (سياسي أمريكي)|{جون كينسيلا}. في عام 1996 ، أصبحت AAALS منظمة مساندة لجمعية اللغات الحديثة ، حيث تعقد دوراتها بشكل سنوي.
المجلة العلمية الرسمية لـ AAALS تحمل عنوان Antipodes.  يظهر Antipodes مرتين في السنة ، ويحتوي كل عدد على عشرة مقالات أكاديمية أو نحو ذلك ، بالإضافة إلى القصائد والقصص القصيرة ومراجعات الكتب. تحتوي المجلة دائمًا على صورة غلاف لفنان أسترالي أو نيوزيلندي. تأسست المجلة في عام 1987 من قبل روبرت ل.روس وحررها نيكولاس بيرنز من 2001 إلى 2018 ؛ ستصبح بليندا ويلر محررة في إصدار ديسمبر 2018. تم نشر Antipodes بواسطة مطبعة جامعة واين ستيت.  كانت موضوعات الأعداد الخاصة الأخيرة هي: أستراليا وآسيا ، وأستراليا وأمريكا اللاتينية ، وعلم أصول التدريس والأدب الأسترالي / النيوزيلندي ، وموضوع الخوف في الأدب الأسترالي.

## روابط خارجية
AAALS Website